# Операция Crossroads
Операция «Перекрёсток» (англ. Crossroads) — вторая серия тестов атомной бомбы, проведённая США на атолле Бикини летом 1946 года. Операция следовала за Тринити и предшествовала операции Sandstone. Целью было испытать эффект атомного оружия на кораблях. Серия состояла из двух взрывов, каждый мощностью 23 килотонны: объект «Эйбл» был взорван на высоте 158 м (520 футов) 1 июля 1946 года; «Бэйкер» был взорван на глубине 27 м (90 футов) под водой 25 июля 1946 года. Третий планируемый взрыв, «Чарли», запланированный на 1947 год, был отменён в связи с тем, что ВМС США не смогли дезактивировать корабли после испытания «Бэйкер». Во время взрывов на кораблях были размещены подопытные животные.

Испытания, проведённые в рамках операции «Перекрёсток», стали четвёртым и пятым атомными взрывами, проведёнными США (после испытания «Тринити» на полигоне Аламогордо и бомбардировки Хиросимы и Нагасаки). Это были первые атомные испытания, проведённые на Маршалловых островах, и первые объявленные публично. На испытаниях присутствовали приглашённые гости и пресса. От Советского Союза присутствовали руководитель циклотронной лаборатории Радиевого института АН СССР М. Г. Мещеряков, эксперт при представителе СССР в Комиссии ООН по контролю над атомной энергией С. П. Александров и начальник секции отдела проектирования ЦНИИ кораблестроения, капитан 2-го ранга А. М. Хохлов, который числился журналистом «Красной звезды».
В результате испытаний произошло радиоактивное заражение всех кораблей, использованных в качестве мишеней при подводном взрыве «Бэйкер». Это был первый случай, когда произошло немедленное концентрированное местное радиоактивное заражение в результате ядерного взрыва. Заражение при высотном взрыве было общим, регистрировалось в стратосфере несколько дней, а затем рассеялось. Химик Гленн Сиборг, председатель Комиссии по атомной энергии, назвал «Бэйкер» «первой в мире ядерной катастрофой».
При подготовке к операции «Перекрёсток» жители атолла Бикини были эвакуированы и переселены на меньшие, необитаемые острова. Позднее, в 1950-е годы, в результате серии больших термоядерных испытаний Бикини стал непригоден для сельского хозяйства и рыболовства. В связи с радиоактивным заражением Бикини оставался необитаемым до 2010 года, не считая редких визитов дайверов.

## Предшествующие события

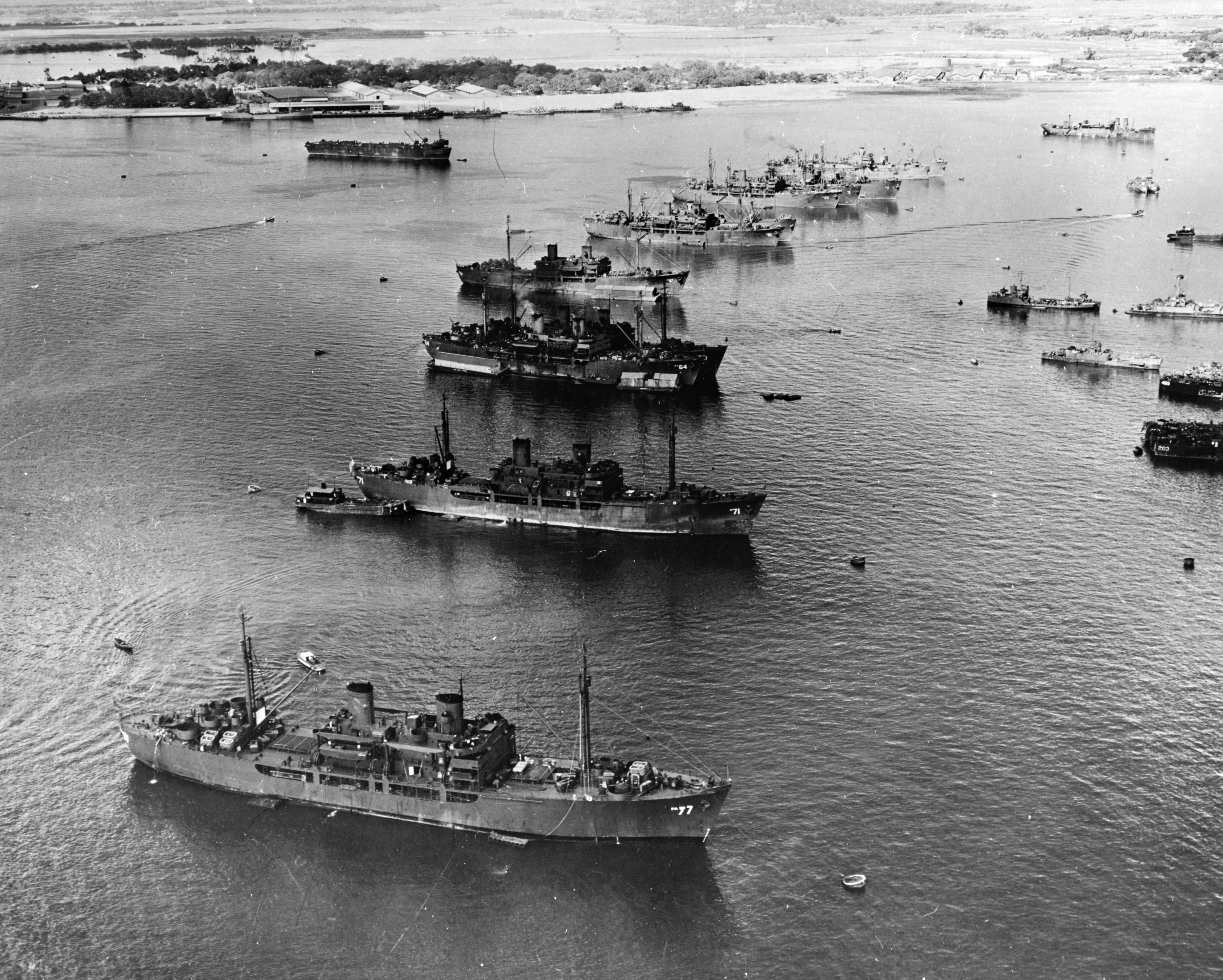
Будущие корабли-мишени и вспомогательные суда для операции «Перекрёсток» в Пёрл-Харборе 27 февраля 1946 года. Корабли с переднего плана к заднему: «Криттенден», «Кэтрон», «Брэкен», «Бурлесон», «Джиллиам», «Фэллон», неизвестное судно, «Филлмор», «Кочаб», «Луна», неопознанный танкер и «Либерти». Справа и. Далее на заднем плане плавучий док и корпус торгового судна

Первое предложение провести ядерные испытания против военных кораблей поступило 16 августа 1945 года от Льюисa Штрауссa, будущего председателя Комиссии по атомной энергии. Во внутренней служебной записке министру военно-морских сил Джеймсу Форрестолу Штраусс писал: «Если не провести такое испытание, то начнутся нежелательные разговоры о том, что флот устарел перед лицом этого нового оружия, и это создаст препятствия новым ассигнованиям на сохранение послевоенного ВМФ в том размере, в каком это сейчас планируется». Для применения было доступно только несколько бомб, поэтому он предложил использовать множество кораблей-мишеней, рассредоточенных на большой площади. Четвертью столетия ранее, в 1921 году, престиж флота в глазах общественности был подорван бомбардировщиками генерала Билли Митчелла, которые затопили все корабли-мишени флота во время испытаний бомбометания с самолётов по кораблям. Испытания Страусса были призваны продемонстрировать живучесть кораблей, по крайней мере в теории; в конечном счёте весь флот-мишень был бы фактически уничтожен радиоактивностью.
Через девять дней сенатор Брайен Макмэйхон, который впоследствии в течение года подготовит Акт по атомной энергии (англ. Atomic Energy Act), организует и возглавит в Конгрессе Объединённый комитет по атомной энергии (англ. Joint Committee on Atomic Energy), сделал первое публичное предложение провести такие испытания, но призванные продемонстрировать уязвимость, а не живучесть кораблей. Он предложил сбросить атомную бомбу на захваченные японские корабли и предположил: «Получившийся взрыв должен показать нам насколько эффективна атомная бомба против гигантских военных кораблей». 19 сентября командующий ВВС США (USAAF) генерал Генри Арнольд просил у флота сохранить десять из тридцати восьми захваченных японских кораблей для использования в испытаниях, предложенных Макмэйхоном.
Тем временем, флот следовал своему собственному плану, обнародованному 27 октября адмиралом Эрнестом Кингом на пресс-конференции. Он предложил использовать от 80 до 100 кораблей-мишеней, большая часть которых была избыточными кораблями США. В связи с тем, что армия и флот конкурировали за управление испытаниями, сотрудник военного ведомства Говард С. Петерсон отмечал, «Что до мнения общественности, испытания представляются как подвергающие угрозе будущность флота… Если флот выдержит испытания лучше, чем ожидает общественность, то в общественном мнении флот „одержит победу“».
Флот выиграл в состязании за организацию и управление испытаниями, и 11 января 1946 года адмирал Уильям Блэнди (англ. William H. P. Blandy) был утверждён на должность главы Объединённого [армии и флота] оперативного соединения 1 (JTF-1), созданного специально для испытания под названием «Операция „Перекрёсток“». Кандидатом от армии на руководство испытаниями был генерал Лесли Гровс, возглавлявший в военное время Манхэттенский проект, который создал бомбы, но он эту должность не получил.
Под давлением армейского руководства адмирал Блэнди согласился сосредоточить больше кораблей в зоне испытаний, чем это предполагало руководство флота, но отказал армейскому генералу Кёртису Лемею в таком его требовании, что «каждый корабль должен иметь полную загрузку масла, боеприпасов и топлива». Аргументом Блэнди было то, что огонь и внутренние взрывы могли затопить корабли, которые иначе оставались бы на плаву и были бы доступны для обследования повреждений. Когда Блэнди предложил комиссию для подведения результатов, состоящую только представителей флота, сенатор Макмэйхон пожаловался президенту Гарри Трумэну, что флот не должен быть «единственным, кто отвечает за результат операции, которая может поставить под вопрос само его существование». Трумэн признавал, что «поступают доклады, что эти испытания могут быть проведены не вполне честно». Он настоял на присутствии гражданских наблюдателей за операцией «Перекрёсток» чтобы «убедить общественность в её объективности».

## Оппозиция проекту испытаний
Возражения относительно операции «Перекрёсток» раздавались со стороны учёных и дипломатов. Учёные, работавшие над Манхеттенским проектом, которые ранее возражали против публичных испытаний бомбы над японскими городами, в этот раз приводили аргументы, что последующие испытания атомной бомбы лишены смысла и опасны для окружающей среды. Учёные в Лос-Аламосе выяснили, что "вода рядом с недавним взрывом будет иметь «дьявольский» уровень радиоактивности. Когда они заявили, что испытания продемонстрируют только живучесть корабля, но не будет учтён эффект влияния радиоактивности на моряков, адмирал Блэнди добавил в программу испытаний наличие животных на некоторых кораблях, что вызвало протесты со стороны защитников прав животных.
Госсекретарь Джеймс Фрэнсис Бирнс, который годом ранее говорил физику Лео Силарду, что «публичная демонстрация бомбы должна сделать Россию более управляемой» в Европе, сейчас присоединился к оппозиции: предстоящая демонстрация американского ядерного оружия может укрепить позицию СССР против принятия плана Ачесона — Лилиенталя. 22 марта на встрече в кабинете он сказал: «С точки зрения международных отношений было бы хорошо, если бы испытания были отложены или вообще никогда бы не проводились». Он убедил президента Трумэна перенести первое испытание на шесть недель, с 15 мая на 1 июля. До сведения общественности было доведено, что перенос связан с тем, чтобы дать возможность большему числу наблюдателей от Конгресса наблюдать испытания, так как в это время у них будет летний отпуск.
Когда конгрессмены выступили с критикой уничтожения кораблей-мишеней стоимостью 450 млн долл., адмирал Блэнди ответил, что их действительная стоимость соответствует цене металлолома 10 долл. за тонну, только 3,7 млн долларов. Ветераны и законодатели штатов Нью-Йорк и Пенсильвания подали запрос о сохранении линкоров, которые носят имена штатов, в качестве кораблей-музеев, как ранее со своим линкором это сделал Техас, но JTF-1 ответил, что «к сожалению, такие корабли, как „Нью-Йорк“, не могут быть сохранены».

## Подготовка
Была рекомендована программа из трёх испытаний для изучения влияния ядерного оружия на корабли, оборудование и материалы. Полигон для испытаний должен был удовлетворять следующим требованиям:
- закрытая якорная стоянка длиной как минимум 10 км;
- место должно быть необитаемым или малообитаемым;
- полигон должен был находиться не ближе 480 км от ближайшего крупного города;
- погодные условия не должны быть слишком холодными, не должно быть сильных штормов;
- преобладающие ветра направлены в одну сторону до 60 000 футов (18 288 м) от уровня моря;
- преобладающие морские течения должны были уходить как можно дальше от линий судоходства, рыболовецких районов и обитаемых берегов;
- руководство должны осуществлять США.

Выбор времени также был важен, так как у Флота были ограниченные людские ресурсы, которые можно было задействовать для перегона кораблей и которые должны были быть освобождены с боевого дежурства, кроме того, гражданские учёные, изучающие атомное оружие, оставляли федеральную службу для преподавания в учебных заведениях.
24 января адмирал Блэнди выбрал лагуну атолла Бикини в качестве полигона для двух взрывов в 1946 году, Эйбл и Бэйкер. Глубоководное испытание, Чарли было назначено на весну 1947 года и должно было пройти в океане к западу от Бикини. Среди других мест серьёзно рассматривались принадлежащие Эквадору Галапагосские острова, однако был выбран Бикини из-за более удалённого расположения, большой защищённой гавани, благоприятных погодных условий, и небольшого населения, которое было легко эвакуировать. Бикини попал под контроль США 15 января, когда Трумэн объявил, что США берут на себя исключительную ответственность за все тихоокеанские острова, захваченные у Японии во время войны. 6 февраля судно Самнер начало пробивать каналы через риф в лагуну. Местных жителей не уведомляли о цели этих работ.
167 жителей острова Бикини впервые узнали о своей участи четырьмя днями позже, в воскресенье 10 февраля, когда командор Бен Уятт, военный губернатор США на Маршалловых островах, прибыл на гидросамолёте из Кваджалейна. Ссылаясь на библейские истории, которые местные жители знали от протестантских миссионеров, он сравнил аборигенов с «детьми Израилевыми, которых Бог спас от их врагов и поведёт их в землю обетованную». Никаких документов подписано не было, но, он сообщил по кабельной связи, что «местный вождь, которого называли король Иуда, вышел и сказал, что жители Бикини сочтут за честь быть частью этого удивительного свершения». 6, марта командор Уятт предпринял попытку отснять сцену реконструкции собрания 10 февраля, на котором жители Бикини передали свой атолл. Несмотря на неоднократные увещевания и как минимум семь отснятых дублей, Иуда ограничился только одним замечанием в камеру: «Мы готовы идти. Всё в руках Господа». На следующий день на десантном корабле местные были перевезены на 206 км к востоку на необитаемый атолл Ронгерик, что стало началом их долговременного изгнания. Три семьи с Бикини вернулись домой в 1974 году, но снова были эвакуированы в 1978 году в связи с тем, что их тела накопили радиацию из-за того, что они четыре года ели пищу в заражённой местности. По состоянию на 2010 год атолл остаётся необитаемым.

Все 167 местных жителей были переселены на 128 миль к востоку на необитаемый атолл Ронгерик.

### Корабли
Для того, чтобы корабли-мишени могли войти в гавань, было использовано 100 тонн динамита для уничтожения коралловых выступов на входе в лагуну Бикини. В то же время в Опытовом бассейне Дэвида Тэйлора недалеко от Вашингтона, округ Колумбия, проводилась генеральная репетиция испытания Бэйкер, которая заключалась в использовании динамита и моделей кораблей, и получила название «Маленькое Бикини».
Флот из 95 кораблей-мишеней был собран в лагуне Бикини. В центре будущего взрыва суда располагались плотностью 7,7 единиц на квадратный километр, то есть от трёх до пяти раз больше, чем позволяла военная доктрина. Целью такого расположения было не воссоздание реальной якорной стоянки, а измерение повреждений как функции расстояния от центра взрыва, при этом требовалось расположить больше кораблей. Расстановка также отражала результат несоответствий требований Флота и Армии о количестве кораблей, которые могли быть затоплены.
Кораблями-мишенями стали четыре устаревших американских линкора, два авианосца, два крейсера, одиннадцать эсминцев, восемь подводных лодок, многочисленные вспомогательные и десантные корабли и три захваченных у Японии и Германии корабля. На кораблях находилось обычное для них количество топлива и боеприпасов, а также приборы для измерения атмосферного давления, перемещений кораблей и излучения. На нескольких кораблях-мишенях были размещены живые животные. Они были доставлены на вспомогательном судне Бурлесон, который привёз 200 свиней, 60 морских свинок, 204 козы, 5000 крыс, 200 мышей и зёрна, содержащие насекомых, для изучения влияния на генетику от Национального института рака. Десантные корабли-мишени были поставлены у причала на Бикини.
Вспомогательный флот из более чем 150 кораблей обеспечил жильём, пунктами наблюдения за экспериментом и лабораториями большую часть из 42 000 мужчин (из которых 37 000 представляли Флот США) и 37 медсестёр. Дополнительный персонал был размещён на ближайших атоллах, таких как Эниветок и Кваджалейн. Служащим Флота предлагалось продлить свои контракты ещё на один год, если они хотят принять участие в испытаниях и увидеть взрыв атомной бомбы. Острова атолла Бикини использовались для размещения приборов и как рекреационная зона, до того, как при испытании Бэйкер они были загрязнены.

### Фото- и видеосъёмка
На восемь бомбардировщиков B-17 были установлены радиоуправляемые автопилоты, которые таким образом стали беспилотными летательными аппаратами, и на них были загружены автоматическая фотоаппаратура, детекторы излучения, а также сборники образцов воздуха. Пилоты управляли ими с самолётов управления на безопасном расстоянии от места испытаний. Беспилотные аппараты могли залетать в зоны высокого уровня излучения, в том числе в ядерный гриб Эйбл, что было бы смертельно для членов экипажа.
Все фотографы, которые должны были снимать взрыв с земли, получили удалённое управление фотоаппаратами на высоких башнях, воздвигнутых на нескольких островах атолла. В общей сложности фотоаппараты на Бикини получили около 50 000 фотографий и 457 км киноплёнки. Каждая из камер могла вести съёмку со скоростью до 1000 кадров в секунду.
Перед первым испытанием весь персонал был эвакуирован от флота-мишени и с атолла Бикини. Они были погружены на вспомогательные суда, которые заняли позицию не ближе 18,5 км к востоку от атолла. Персонал, который должен был принимать участие в испытаниях, получили специальные чёрные очки для защиты глаз, но незадолго до испытания Эйбл было принято решение о том, что очки не обеспечивают адекватную защиту. Персонал был проинструктирован, что необходимо отвернуться от взрыва, закрыть глаза и перекрестить руки на лице для дополнительной защиты. Некоторые наблюдатели, которые пренебрегли предложенными мерами безопасности, информировали других, что бомба взорвалась. Большинство наблюдателей на борту кораблей говорили, что почувствовали лёгкие симптомы сотрясения мозга и слышали печальный короткий «пум».

### Названия
«Эйбл» и «Бэйкер» — первые две буквы фонетического алфавита, который применялся в армии и флоте США с 1941 по 1956 годы. «Альфа» и «Браво» стали их преемниками в фонетическом алфавите НАТО. «Чарли» — третья буква в обеих системах. По сообщениям очевидцев, время после взрыва на обоих испытаниях было объявлено как «H» или время «Хау»; в официальной истории JTF-1 используется буква «M» или «Майк» вместо этого.
Две бомбы были копиями плутониевого Толстяка, сброшенного на Нагасаки. Бомба Эйбл получила имя Джильда и была украшена изображением Риты Хейворт, звёзды фильма 1946 года Джильда. Бомба Бейкер получила название Хелен из Бикини. Эта тема роковых женщин на атомном оружии, соединяющая обольщение и разрушение, способствовала появлению во всех языках, начиная с 1946 года, использования слова бикини в качестве названия для женского купальника.

## ИспытаниеЭйбл
1 июля в 09:00 атомная бомба была сброшена с бомбардировщика B-29 Superfortress Dave’s Dream (бывший Big Stink из 509-й операционной группы, принимавший участие в бомбардировке Нагасаки) и взорвалась в 158 м над флотом-мишенью, мощность взрыва составила 23 килотонны. Пять кораблей затонуло. Два десантных корабля затонули немедленно, два эсминца через час, один японский крейсер — на следующий день.
Некоторые из 114 присутствующих на испытаниях представителей прессы были разочарованы эффектом, который произвёл взрыв на корабли. New York Times писала, преждевременно, что «только два корабля затонули, один опрокинулся, а восемнадцать получили повреждения». На следующий день Times напечатала объяснения министра военно-морского флота Джеймса Форрестола, что «крепко построенные и хорошо бронированные корабли сложно потопить, если им не нанесено повреждений в подводной части».
Однако главной причиной того, что ущерб для судов был меньше, чем ожидалось, была в том, что бомба упала в стороне от заданной точки, в 649 м. Корабль, который был целью для бомбы, не затонул. Промах стал поводом к правительственному расследованию в отношении экипажа бомбардировщика B-29. В конечном итоге она пришла к выводу, что причиной промаха стал стабилизатор бомбы, и экипаж избежал ответственности.
Линкор Невада был выбран в качестве цели для Эйбл и был окрашен в красный цвет с белыми пушечными стволами и релингом, и был помещён в центральный кластер кораблей-мишеней. В радиусе 366 м было расположено восемь кораблей. Если бы бомба взорвалась над Невадой, как планировалось, как минимум девять кораблей, включая два линкора и авианосец, должны были затонуть. Реальная точка взрыва находилась на запад-северо-запад от цели и была ближе всего к десантному кораблю Джиллиам, на участке с намного меньшей плотностью кораблей.

### Флот-мишеньЭйбл
| # | Название | Тип              | Расстояние от эпицентра, м |
| - | -------- | ---------------- | -------------------------- |
| 5 | Джиллиам | Транспорт        | 46                         |
| 9 | Сакава   | Японский крейсер | 384                        |
| 4 | Карлайл  | Транспорт        | 393                        |
| 1 | Андерсон | Эсминец          | 549                        |
| 6 | Лэмсон   | Эсминец          | 695                        |

| #  | Название       | Тип                       | Расстояние от эпицентра, м |
| -- | -------------- | ------------------------- | -------------------------- |
| 40 | Скэйт          | Подводная лодка           | 366                        |
| 12 | YO-160         | Заправщик                 | 475                        |
| 28 | Индепенденс    | Авианосец                 | 512                        |
| 22 | Криттенден     | Транспорт                 | 544                        |
| 32 | Невада         | Линкор                    | 562                        |
| 3  | Арканзас       | Линкор                    | 567                        |
| 35 | Пенсакола      | Крейсер                   | 649                        |
| 11 | ARDC-13        | Сухой док                 | 755                        |
| 23 | Доусон         | Транспорт                 | 782                        |
| 38 | Солт-Лейк-Сити | Крейсер                   | 818                        |
| 27 | Хьюджес        | Эсминец                   | 841                        |
| 37 | Ринд           | Эсминец                   | 925                        |
| 49 | LST-52         | Большой десантный корабль | 1400                       |
| 10 | Саратога       | Авианосец                 | 2070                       |

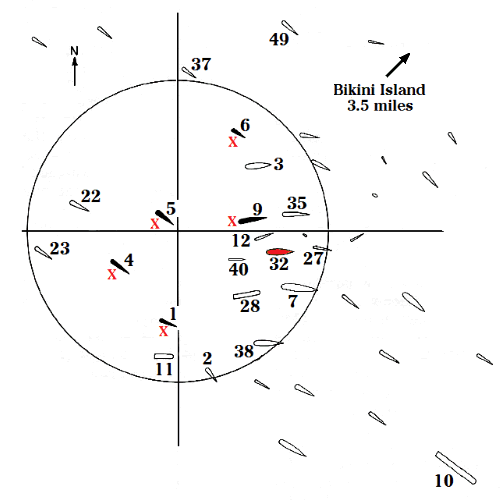
Расположение кораблей-мишеней в лагуне Бикини перед испытанием Эйбл во время операции «Перекрёсток». Половина кораблей-мишеней в районе взрыва отмечено на карте. Пять красных отметок X указывают на пять затонувших кораблей. В таблицах (слева) дана легенда номеров кораблей. Круг радиусом 914 м от места взрыва обрисовывает зону тяжёлых повреждений кораблей. Целью бомбы был корабль № 32, линкор Невада, который был окрашен в красный цвет для целеуказания на бомбардировщик. Бомба взорвалась недалеко от корабля № 5, десантного корабля Джиллиам. Все подводные лодки в момент взрыва находились на поверхности.

Кроме пяти затонувших кораблей, ещё четырнадцать были признаны получившими тяжёлые повреждения или ущерб, по большей части от ударной волны от взрыва бомбы. Все, кроме трёх, располагались в радиусе 914 м от центра взрыва. Внутри этого радиуса ориентация корабля к точке взрыва была важным фактором влияния ударной волны. Например, корабль № 6, затонувший эсминец Лэмсон, находился дальше, чем другие семь кораблей, оставшихся на плаву. Лэмсон располагался бортом к взрыву, и ударная волна пришлась ему на левый борт, в то время как семь ближайших к взрыву кораблей стояли кормой к месту взрыва, что защитило бо́льшую часть корпуса.
Единственным большим кораблём внутри 1000-ярдового радиуса, который получил средние, а не тяжёлые повреждения был крепко построенный японский линкор Нагато, корабль № 7, который находился кормой ко взрыву, что также дало некоторую защиту. Кроме того, неотремонтированные повреждения со времени Второй мировой войны могли усложнить анализ повреждений. Как корабль, с которого руководили атакой на Пёрл-Харбор, Нагато был расположен близко к целевой точке для гарантии затопления. Так как бомба Эйбл прошла мимо намеченной цели, это символическое затопление было перенесено на три недели позже, на испытание Бэйкер.
Серьёзные повреждения получил корабль № 10, авианосец Саратога, находившийся на расстоянии более 1,6 км от взрыва, который загорелся после взрыва. Для чистоты эксперимента на все корабли погрузили обычное количество топлива и боеприпасов, а также самолёты. Большая часть крупных боевых кораблей несла на борту гидросамолёты, которые могли быть опущены в воду кранами, но на Саратоге находилось несколько самолётов с легковоспламеняющимся авиационным топливом, на палубе и в нижних ангарах. Огонь был потушен, и Саратога осталась на плаву и впоследствии использовалась в испытании Бэйкер.
В таких целях, как город, например, Хиросима, объекты, находящиеся к эпицентру ближе, чем Саратога, попадают в зону, где избыточное давление составляет 5 psi (≈34,5 кПа), и возникает огненный смерч диаметром свыше 3,2 км. Корабли, кроме авианосцев, имеют защиту от взрыва и огня.

### Радиация

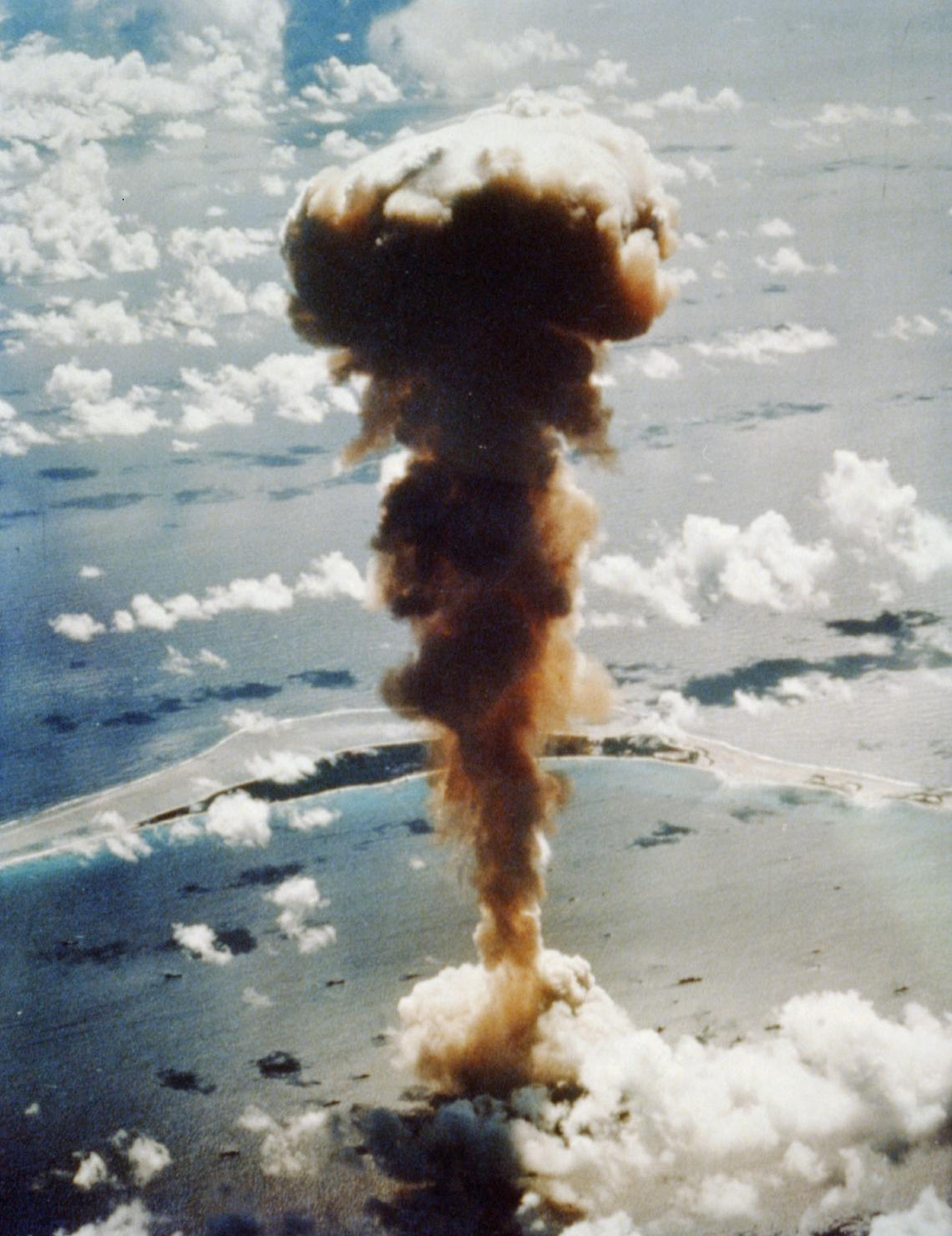
Вид с воздуха на ядерный гриб Эйбл, поднимающийся из лагуны атолла Бикини, который виден на заднем плане. Облако перенесло радиоактивное загрязнение в стратосферу.

Как и при всех трёх предыдущих ядерных взрывах — Тринити, Малыш (Хиросима) и Толстяк (Нагасаки) — взрыв Эйбл был атмосферным, и произошёл достаточно высоко в воздухе, чтобы внешние материалы не образовали огненный шар. После взрыва радиоактивные продукты распада поднялись в стратосферу и вызвали глобальное загрязнение окружающей среды в большей степени, чем местное. Атмосферные взрывы официально считались как «самоочищающиеся».

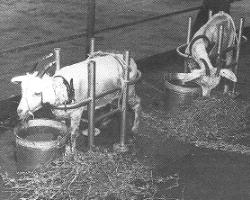
В операции Перекрёсток применялись подопытные животные, привязанные на кораблях. Коза № 53, такая как эти, на палубе корабля Невада, умерла от радиационного заражения через два дня после испытания Эйбл.

Тем не менее, интенсивная вспышка радиации длительностью несколько секунд произошла сразу после взрыва. Многие из близкорасположенных к центру взрыва кораблей получили дозы нейтронного и гамма-излучения, которые могли бы быть летальными для всего живого на кораблях, но сами корабли не стали радиоактивными, за исключением нейтронной активации материалов корабля, которая считалась второстепенной проблемой (по стандартам того времени). В течение дня почти на всех уцелевших кораблях-мишенях была починена обшивка. Корабли были проинспектированы, инструменты восстановлены, а корабли переставлены для предстоящего испытания Бэйкер по расписанию.
Пятьдесят семь морских свинок, 109 мышей, 146 свиней, 176 коз и 3030 белых крыс были размещены на 22 кораблях-мишенях в тех местах, где обычно находятся люди. 10 % животных были убиты взрывом, 15 % — от вспышки излучения, 10 % погибли впоследствии. В общей сложности 35 % животных умерло непосредственно от взрыва или излучения.
Высокий процент спасшихся подопытных животных был связан с природой одиночного импульса излучения. Так же, как в критических инцидентах в Лос-Аламосе с ядром Эйбл, жертвы находились слишком близко и получили смертельную дозу радиации, а находящиеся дальше от взрыва восстановились и выжили. Также всех крыс, находящихся за пределами смертельной зоны, впоследствии отправили на изучение возможных мутаций в следующих поколениях. При том, что численность крыс составляла в общей сложности 86 %, и только 65 % подопытных животных выжили, среди погибших были и крысы.
Несмотря на то, что бомба Эйбл взорвалась не в назначенной точке, на Неваде, находящейся на расстоянии 800 м, но не затонувшей и не получившей высокого уровня загрязнения, коза № 119, привязанная внутри орудийной башни и защищённая бронёй, получила такой уровень излучения при взрыве, что умерла через четыре дня от лучевой болезни (прожив на два дня дольше, чем коза № 53, находящаяся на палубе без защиты). Если бы Невада была полностью укомплектована экипажем, она стала бы после взрыва плавающим гробом, погибающим в океане из-за недостатка живых членов экипажа.

## ИспытаниеБэйкер
В испытании Бэйкер 25 июля бомба была подвешена к днищу десантного корабля USS LSM-60, поставленного на якорь в середине флота-мишени. Заряд Бэйкер взорвался в 27 м под водой, глубина в точке взрыва составляла 54 м. Время Хау/Майк было 08:35. Ни одной уверенно идентифицированной части LSM-60 вначале не было обнаружено: ударные волны с потоками воды разрушили его на части, которые затем разлетелись, упали в воду, а поднявшийся после взрыва ил осел и засыпал дно на площади поперечником более 1,6 км слоем толщиной до 3 м. Затонуло десять кораблей, в том числе немецкий тяжёлый крейсер Принц Ойген, который затонул в декабре, через пять месяцев после испытаний, в связи с тем, что высокий радиоактивный фон препятствовал ремонту корпуса.
Фотографии Бэйкер значительно отличаются от фотографий других ядерных взрывов. Ослепительная вспышка, которая обычно засвечивает зону взрыва, на этот раз была под водой и поэтому была едва видна. Чёткое изображение кораблей на переднем и на заднем планах даёт представление о масштабе. Большое облако Вильсона и вертикальный столб воды отличают взрыв Бэйкер, в связи с чем фотографии легко идентифицируются. На наиболее известной фотографии запечатлено место, где был 27 000-тонный линкор Арканзас.
Как и при испытаниях Эйбл, корабли, оставшиеся на плаву в результате взрыва в радиусе 914,4 м от его центра были серьёзно повреждены, но в этот раз источник повреждений был снизу, и это было давление воды, а не давление воздуха. Самым большим различием в этих взрывах, тем не менее, стало радиоактивное заражение всех кораблей-мишеней при Бэйкер. Несмотря на степень повреждений, только девять кораблей-мишеней испытаний Бэйкер были окончательно дезактивированы и проданы на слом. Остальные были затоплены в океане после того, как мероприятия по обеззараживанию потерпели неудачу.

### Флот-мишень
| #  | Название    | Тип               | Радиус от эпицентра, м |
| -- | ----------- | ----------------- | ---------------------- |
| 50 | LSM-60      | Десантный корабль | 0                      |
| 3  | Арканзас    | Линкор            | 155,5                  |
| 8  | Пайлотфиш   | Подводная лодка   | 332                    |
| 10 | Саратога    | Авианосец         | 411,5                  |
| 12 | YO-160      | Заправщик         | 475,5                  |
| 7  | Нагато      | Линкор            | 704                    |
| 41 | Скипджэк    | Подводная лодка   | 731,5                  |
| 2  | Апогон      | Подводная лодка   | 777                    |
| 11 | ARDC-13     | Плавучий док      | 1051,5                 |
| 36 | Принц Ойген | Крейсер           | 1646                   |

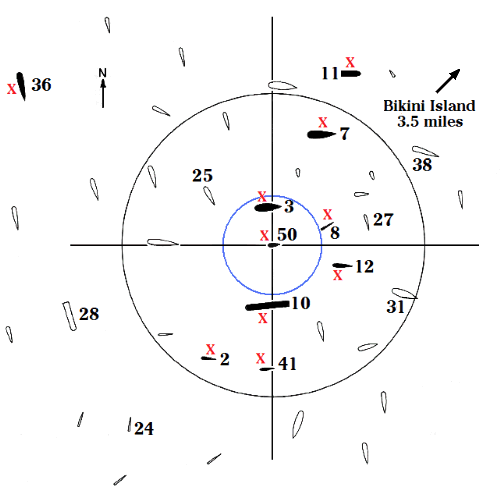
Расположение кораблей-мишеней в лагуне Бикини для испытания Бэйкер во время операции Перекрёсток. Половина кораблей-мишеней находится за пределами карты. Десять красных X отмечают расположения десяти затонувших кораблей. В таблице (слева) указаны номера кораблей на карте. Чёрная окружность отмечает радиус 1000 ярдов от места взрыва, внутри этого радиуса корабли получили наибольшие повреждения. Голубая окружность, 301,8-метровый радиус, отмечает границы подводного кратера, созданного взрывом, а также границу столба воды, в котором оказался Арканзас. Подводные лодки были в подводном положении, Пайлотфиш, корабль № 8, был на глубине 17 метров, а Апогон, корабль № 2, на глубине 30,5 метров.

Немецкий тяжёлый крейсер Принц Ойген не затонул во время испытаний Эйбл и Бэйкер, но имел настолько высокий уровень радиоактивного загрязнения, что не ремонтировался. В сентябре 1946 года он был отбуксирован к атоллу Кваджалейн, где опрокинулся на мелководье 22 декабря 1946 года, через пять месяцев после испытания Бэйкер. Он находится там и сегодня, с винтами правого борта над водой.
Подводная лодка Скипджэк была единственным поднятым кораблём из затонувших у Бикини. Она была отбуксирована в Калифорнию и два года спустя снова затоплена в качестве корабля-мишени у берега.
Три других корабля, все в тонущем состоянии, были отбуксированы к берегу Бикини и выброшены на него: десантный корабль Фэллон, корабль № 25; эсминец Хьюджес, корабль № 27 и подводная лодка Дентуда, корабль № 24. Дентуда, которая была в подводном положении (поэтому избежала главной ударной волны) и за пределами 914,4-метрового радиуса, избежала серьёзного загрязнения и повреждений корпуса и была успешно дезактивирована, отремонтирована и на короткий срок вернулась к несению службы.

### Последовательность событий после взрыва

Эпицентр
Вспышка взрыва
Купол и султан
«Треск» и облако
Воздушная ударная волна

Взрыв Бэйкер породил так много неожиданных явлений, что через два месяца после испытаний была созвана конференция для стандартизации номенклатуры и определения новых терминов для использования в описаниях и исследованиях.
Подводный огненный шар принял форму стремительно расширяющегося горячего «газового пузыря», который выстрелил из воды, образовав сверхзвуковую гидравлическую ударную волну, которая разрушила корпуса близлежащих кораблей. В конечном счёте она замедлилась до скорости звука в воде, которая составляет примерно 1,85 км/сек., в пять раз быстрее скорости звука в воздухе. На поверхности ударная волна была видна как передний край быстро расширяющегося круга в тёмной воде, получившего название «плёнка» (англ. slick) за его похожесть на нефтяную плёнку. Находящееся за плёнкой визуально более заметное, но на самом деле менее разрушительное побеление воды на небольшой глубине получило название «треск» (англ. crack).
Со времени взрыва прошло только четыре миллисекунды, а на поверхности начал появляться брызговой купол, образованный ударной волной. Ещё через несколько миллисекунд диаметр газового пузыря стал равен глубине в месте взрыва, 54 м, он достиг поверхности воды и морского дна одновременно. На дне он начал создавать неглубокий кратер, примерно 9 м в глубину и 610 м в диаметре. Наверху он выстрелил из воды над собой «брызговым куполом», который взлетел над поверхностью как гейзер.
Во время первой секунды взрыва расширяющийся пузырь подхватил из воды всё в радиусе 152 м и поднял вверх два миллиона тонн брызг и морского песка. Пузырь поднимался вверх со скоростью 762 м/сек., он поднял купол брызг в виде цилиндра или печной трубы, получивший название «колонна» (англ. column), высотой 1829 м, диаметром 610 м и с толщиной стенок 91 м.
Сразу после того, как пузырь достиг поверхности воды, он породил сверхзвуковую атмосферную ударную волну, которая, как и «треск», была более визуально страшно выглядящей, чем разрушительной. Визуально воздушная ударная волна давала о себе знать во-первых расширением белого диска на поверхности воды (взбивание пены). Во-вторых, понижение давления сразу за ударной волной стало причиной мгновенного возникновения тумана, который окутал поднимающуюся колонну и скрыл её на две секунды. Этот туман имеет два названия: «конденсационное облако» и «облако Вильсона». Облако сначала приняло форму полусферы, затем превратилось в диск, который поднимался от воды вместе с колонной брызг, его форма стала напоминать пончик и оно исчезло. При взрыве Эйбл также образовалось облако Вильсона, но температурой огненного шара его высушило намного быстрее.

К моменту, когда облако Вильсона рассеялось, облако над колонной стало похоже на цветную капусту и все брызги в колонне и облако начали падать вниз, обратно в лагуну. Несмотря на то, что облако сохраняло форму, цветная капуста была больше похожа на вершину гейзера, где вода останавливается, прежде чем упасть вниз. Это не был ядерный гриб; ничего не поднималось в стратосферу.

Взрыв Бэйкер, показана белая поверхность воды, потревоженной воздушной ударной волной, и верх полой колонны брызг, образовавшей полусферическое облако Вильсона. На заднем плане - берег атолла Бикини.
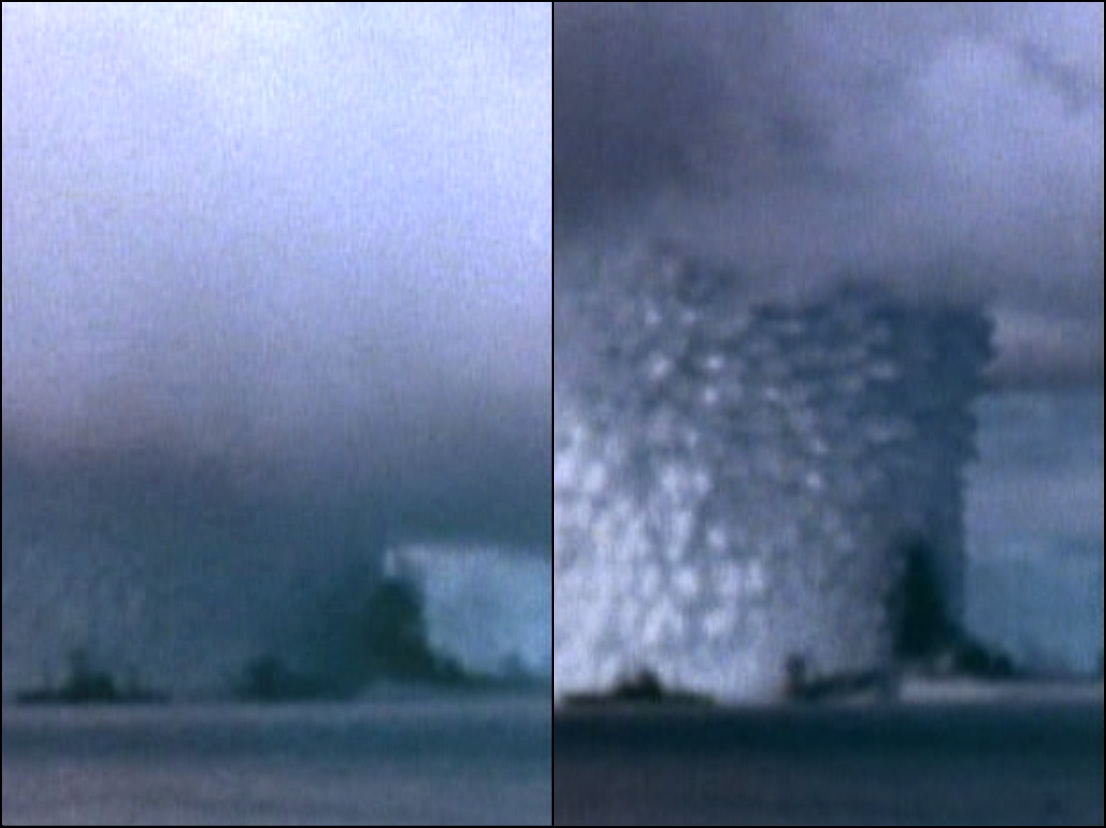
Поднимается облако Вильсона, виден вертикальный тёмный объект, бо́льший, чем корабли на переднем плане, который большинство наблюдателей приняли за переворачивающийся линкор Арканзас. Адмирал Блэнди говорил, что это дым.
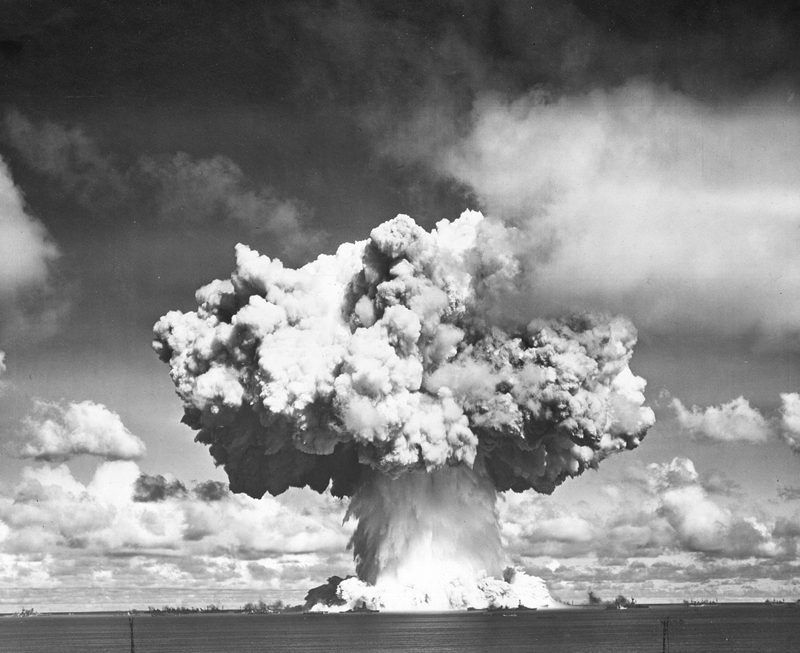
Сверху колонны брызг появилось облако наподобие цветной капусты из продуктов взрыва и водяного пара. Два миллиона тонн брызг воды впоследствии упали вниз в лагуну. Радиоактивный туман направляется к кораблям.

Тем временем вода в лагуне начала двигаться обратно в освободившееся пространство, где до этого находился газовый пузырь, что привело к образованию цунами, которая поднимала корабли, проходя под ними. На 11-й секунде после взрыва первая волна дошла до точки 305 м от центра взрыва на поверхности и имела высоту 28,7 м. К моменту, когда она дошла до берега атолла Бикини, до которого было 6 км, она достигала 5 м в высоту, выбросив десантные корабли на берег и засыпав их песком.
Через 12 секунд после взрыва падающая вода колонны начала образовывать «базисную волну» 274-метровой высоты, напоминающую туман внизу большого водопада. В отличие от обычной волны, базисная волна перехлестнула корабли сверху. Из всех эффектов взрыва бомбы базисная волна имела наибольшие последствия для большинства кораблей-мишеней, так как привела к их радиоактивному загрязнению, от которого они не могли очиститься.

### Арканзас
Линкор Арканзас был самым близким кораблём к точке взрыва бомбы, не считая корабля, к которому она была подвешена. Подводная ударная волна ударила в правый борт корпуса, который был расположен со стороны взрыва, и перевернула линкор через левый борт. Она также сорвала два винта правого борта и их крепления вместе с рулём и частью кормы, укоротив корпус на 7 м. Некоторые корабли-мишени имели гироскопические приборы для записи изменений дифферента и крена; однако если бы на Арканзасе и были такие приборы, вряд ли бы после взрыва их возможно было обнаружить. Нет никаких записей о том, что происходило с кораблём во время тех двух секунд, когда облако Вильсона закрывало вид на место, где находился линкор.
Имея длину 171 м, линкор был в три раза длиннее глубины воды в месте, где он находился. Когда поднялось облако Вильсона, Арканзас, возможно, носом воткнулся в морское дно, а его корма поднялась на 106 м в воздух. Так как корабль не мог затонуть сразу в мелкой лагуне, он свалился в воду, закрытый колонной брызг.
Впоследствии, в том же самом году, его видели водолазы ВМС США лежащим днищем вверх с носом на ободе подводного кратера и кормой, направленной в центр. Не было никаких деталей надстройки или больших пушек. Первый водолаз для обнаружения Арканзаса был вынужден погрузиться в радиоактивную грязь по грудь. Когда водолазы Службы национальных парков США возвращались в 1989 и 1990 годах, дно было снова засыпано песком, а грязь к этому времени смыло. Они смогли увидеть стволы передних пушек, которых не было видно в 1946 году.
Все большие артиллерийские корабли слишком тяжелы сверху, за счёт массы бронированных надстроек и орудийных башен, и поэтому переворачиваются, когда тонут, известным исключением был Бисмарк, который начинал тонуть, перевернувшись, но после того, как отвалились орудийные башни, перевернулся снова до того, как опуститься на дно. Арканзас перевернулся, но в 1989 году на зарисовке затопленного корабля водолазом видно, что правая часть корпуса, на которой линкор лежит, сильно пострадала. Большая часть правого борта видна, но она сильно сжата.
Надстройка не была обнаружена. Она либо была оторвана и находится далеко, либо находится под корпусом, разбитая и засыпанная песком, который частично заполнил образовавшийся при взрыве кратер. Единственный возможный путь для водолазов внутрь корпуса находится через каземат левого борта, носящий название «воздушный за́мок». Водолазы Службы национальных парков проводили учения на аналогичном каземате однотипного корабля-музея Техас перед погружением к Арканзасу в 1990 году.

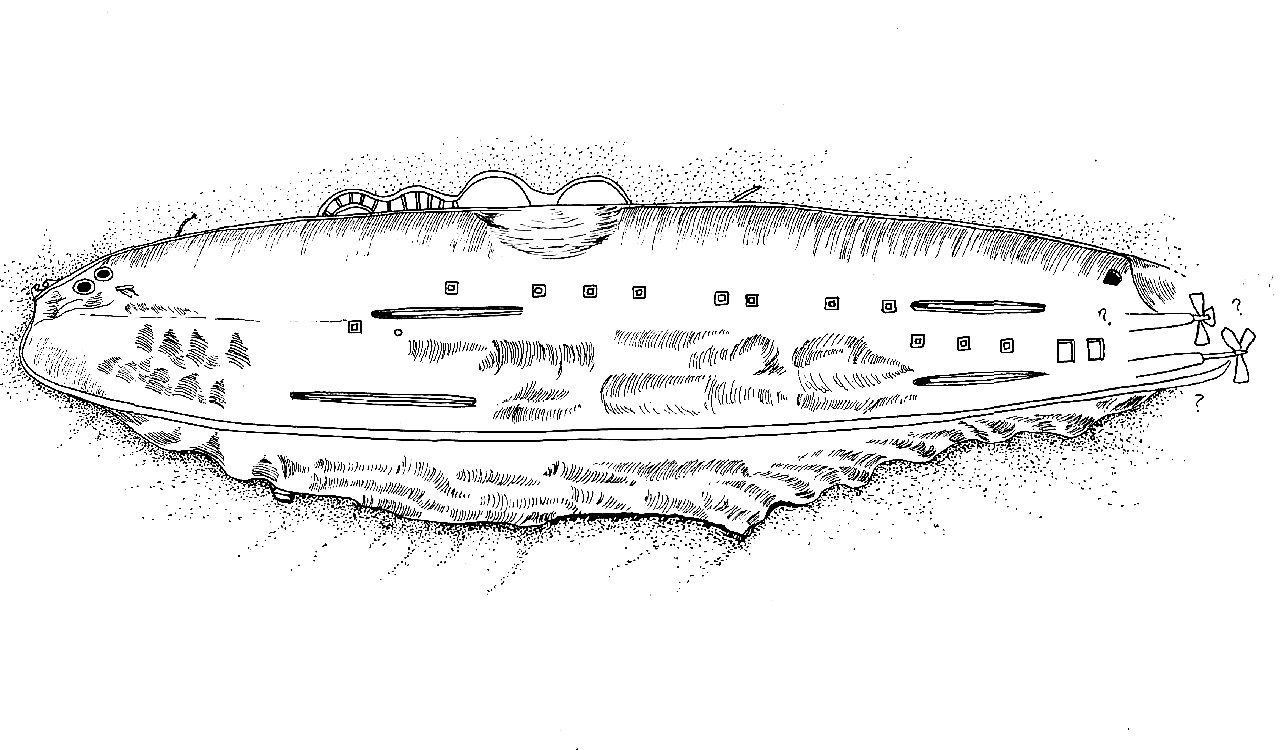
Линкор Арканзас в перевёрнутом состоянии на глубине 54 м в лагуне Бикини. Рисунок сделан водолазом Службы национальных парков в 1989 году.
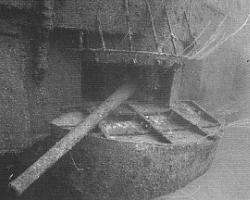
Левый каземат Арканзаса в 1989 году, в перевёрнутом состоянии. Единственный проход для водолаза внутрь корабля, был использован в 1946 и в 1990 годах.
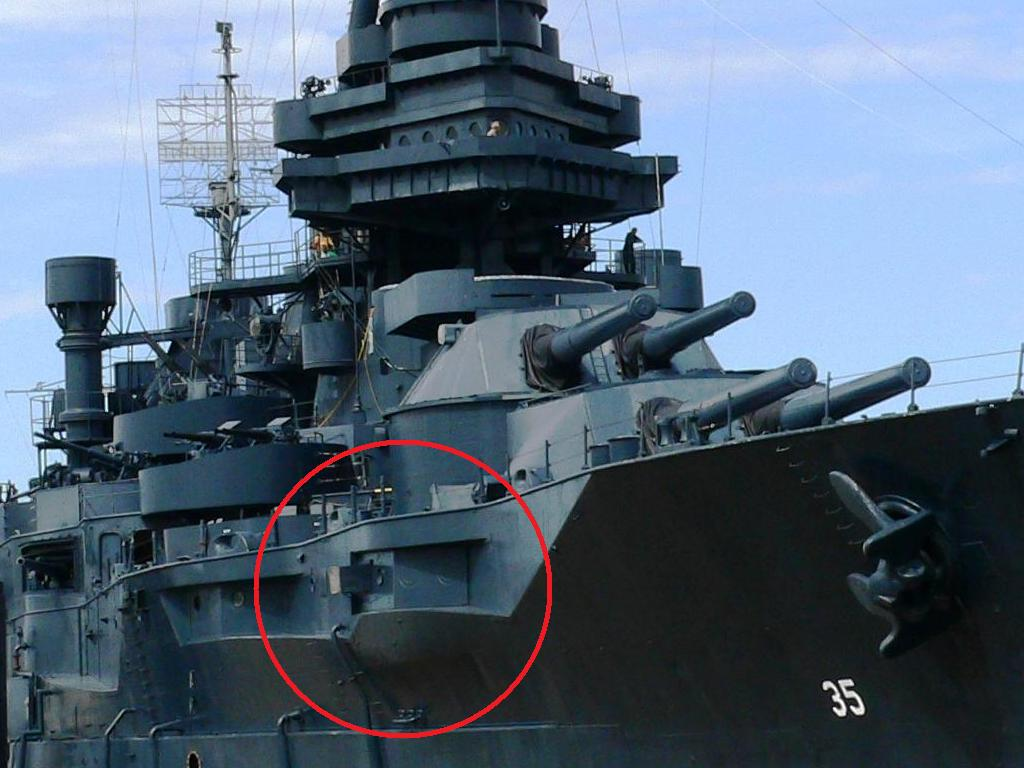
Линкор, Техас, отмечено расположение каземата. У Бикини всё, что было выше нижней орудийной палубы Арканзаса либо исчезло, либо засыпано песком.

### Авианосцы
Саратога затонула через восемь часов после того, как от подводной ударной волны образовались пробоины в корпусе. Непосредственно после прохождения ударной волны, волна воды поднялась над кормой на 13 м и над носом на 9 м, раскачав корабль из стороны в сторону и обрушившись на него, сметя все пять самолётов, стоящих на лётной палубе и свалив трубу на палубу. Корабль оставался в вертикальном положении в стороне от колонны брызг, но слишком близко к ней, и был окачен радиоактивной водой от падающей базисной волны.
Адмирал Блэнди приказал буксирам отбуксировать авианосец к острову Эню и выбросить на берег, но Саратога и окружающие воды имели слишком большой уровень радиоактивного загрязнения, и буксиры не смогли к ней подойти до того, как она затонула. Корабль опустился вертикально на дно, его верхняя точка находится в 12 м от поверхности. Сегодня, когда уровень радиоактивного загрязнения опустился до безопасного уровня, Саратога является одним из популярнейших объектов дайвинга. (Сезон 2009 года для дайверов был отменён из-за высоких цен на горючее, нестабильного авиасообщения с островом и отказа фонда Островитян Бикини, субсидировавшего эти мероприятия.)
Индепенденс пережил Эйбл, но верхней палубе был нанесён большой урон. Корабль находился достаточно далеко от взрыва Бэйкер и избежал физических разрушений, но был сильно загрязнён. Он был отбуксирован в Сан-Франциско, где четыре года шли эксперименты по обеззараживанию на верфях Хантерс-пойнт, которые не привели к удовлетворительным результатам. 29 января 1951 года корабль был затоплен в океане около Фараллонских островов.
|  |  |

### Загрязнение радиоактивными продуктами деления
Бэйкер стал вторым ядерным взрывом, произошедшим близко к поверхности, что привело к загрязнению радиоактивными продуктами деления окружающей среды. «Самоочищение» не произошло. В результате радиационная экология лагуны и кораблей-мишеней нарушились. Масштаб возникших проблем оказался гораздо больше, чем ожидалось до испытаний.
При взрыве Бэйкер образовалось около полутора килограммов продуктов деления. Эти продукты полностью смешались с двумя миллионами тонн брызг и морского песка, которые поднялись колонной в воздух и образовали голову «цветной капусты», а затем упали обратно в лагуну. Бо́льшая его часть осталась в лагуне и осела на дно или была вынесена в океан внутренними приливно-отливными и ветровыми течениями.